# Памятник танкистам 49-й армии
Памятник танкистам 49-й армии (Танк Т-34 в Калиново) — монумент в деревне Калиново Московской области, посвящённый советским воинам-танкистам.
Установлен на развилке у деревни Калиново автодороги из Серпухова в Протвино или Дракино.

## История
Этот монумент — дань памяти героям-танкистам 112-й танковой дивизии (в составе 49-й армии) и другим танковым частям, сражавшимся с немецкими войсками под Серпуховом осенью 1941 года.
Полковнику тов. Катукову.
Командир машины Лавриненко Дмитрий Фёдорович был мною задержан. Ему была поставлена задача остановить прорвавшегося противника и помочь восстановить положение на фронте и в районе города Серпухова. Он эту задачу не только с честью выполнил, но и геройски проявил себя. За образцовое выполнение боевой задачи Военный совет армии всему личному составу экипажа объявил благодарность и представил к правительственной награде.
Установленный танк в Калинове — в честь подвига танкиста Дмитрия Лавриненко, который держался против превосходных сил противника до подхода бойцов истребительного батальона. Только 5 мая 1990 года старшему лейтенанту Дмитрию Лавриненко было посмертно присвоено звание Героя Советского Союза (погиб в декабре 1941 года).
Т-34, который установлен в Калиново, не тот самый танк, на котором воевал Лавриненко. Его боевая машина была сожжена врагами под Малоярославцем. Находящаяся на бетонном основании «тридцатьчетвёрка» тоже участвовала в боях Великой Отечественной войны. Она была установлена в 1960-х годах, и прибыла на вечный прикол собственным ходом из Тулы. Памятник был отреставрирован к 50-летию Победы. Уход за ним осуществляют власти Дашковского сельского поселения.
В праздничные дни, связанные с Великой Отечественной войной, в частности, в День Победы и День танкиста, у монумента проводятся торжественные мероприятия.